# Kincses Elemér
Kincses Elemér (Marosvásárhely, 1946. március 9. –) romániai magyar író, drámaíró, rendező. Kincses Előd és Papp-Kincses Emese öccse.

## Életútja
Középiskolát szülővárosában, a Bolyai Farkas Líceumban végzett (1964), a marosvásárhelyi Szentgyörgyi István Színművészeti Főiskolán szerzett színészi képesítést (1968). Pályáját Kolozsvárt kezdte színészként, majd megszerezte a rendezői oklevelet (1972), s a marosvásárhelyi színházhoz szerződött, ahol 1975-től rendező, 1979-től művészeti igazgató.

## Munkássága
Már színi pályája kezdetén elkötelezte magát az írásművészetnek is. Első írását az Utunk közölte (1967), Mondjátok, nem félünk c. darabjával (1970) pedig kiforrott drámaíróként jelentkezett. Katonák c. egyfelvonásosa (1972) az abszurd drámaírás eszközeivel fejezi ki az ember önpusztító ösztöneinek értelmetlenségét. Ugyanebben az évben jelent meg novelláinak, karcolatainak gyűjteménye: Bekötött szemmel c. Forrás-kötetében nyomon követhetők íróvá formálódásának állomásai, az emberi határhelyzetek egyedi melodrámává fokozásától a léthelyzetet rögzítő parabolaszerű írásmódig (Az ugrás; Isszir kiáltozása; A gomb).
A Szatmárnémeti Északi Színház magyar tagozata mutatta be Ég a nap Seneca felett c. drámáját (1979), egy történelmi parabolát arról, hogy mit jelent a becsület a zsarnokság fojtogató légkörében. Az ugyancsak Szatmáron bemutatott Trójában hull a hó c. drámája (1981) a hatalom csábításáról, az árulás lélektanáról próbál látleletet felvenni. Az irodalmi közvélemény főleg a Marosvásárhelyen bemutatott Porond c. drámájára figyelt fel, egy jelképes cirkuszi tragikomédiára, amely már a korabeli időben játszódik le. Mint rendező főleg Schiller (Don Carlos), Brecht (Állítsátok meg Arturo Uit) és Vasziljev (Csendesek a hajnalok) színpadra vitelével aratott sikert. Több felé is hívták rendezni, Bukarest, Szabadka, Budapest, Eger, Kolozsvár. Mintegy 120 prózai és néhány zenés darab rendezése után 2006-ban Kolozsváron megrendezte első operaelőadását is, Giuseppe Verdi Falstaff című operáját. Az opera Budapesten is bemutatásra került a kolozsvári operaház vendégszereplése útján.

## Művei
- Bekötött szemmel. Novellák, karcolatok; Kriterion, Bukarest, 1972 (Forrás)
- Trójában hull a hó. Három dráma; Mentor, Marosvásárhely, 1998
- Csatorna. Drámák változó időben; Pallas-Akadémia, Csíkszereda, 2003
- Soha. Regény; Mentor, Marosvásárhely, 2007
- Mindörökké. Regény; Mentor, Marosvásárhely, 2014
- Macskutyák. Drámák; Pallas-Akadémia, Csíkszereda, 2015
- Soha. Regény; jav. kiad.; Pallas-Akadémia, Csíkszereda, 2016 + CD
- Hallgasd a bluest, Lear király! Négy színmű; Kriterion, Kolozsvár, 2020

## Díjak, elismerések
- Pro Cultura Hungarica emlékplakett (1996)[2]